# Sebevražedný útok

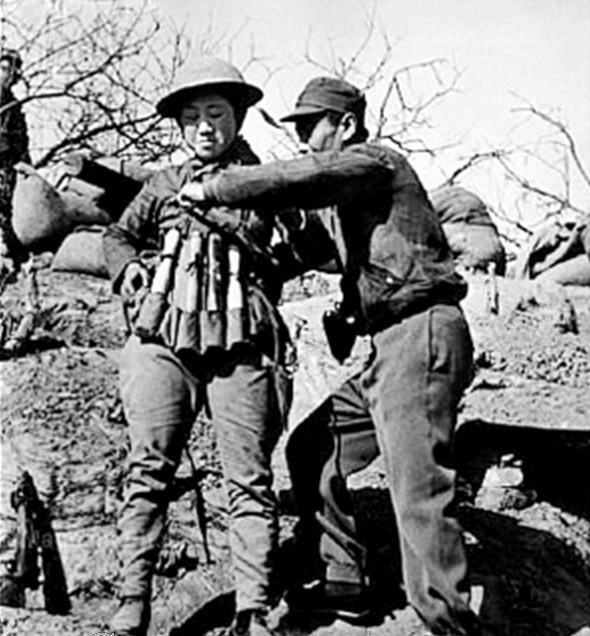
Čínský pěšák v sebevražedné vestě se připravuje k útoku na japonské tanky během druhé čínsko-japonské války

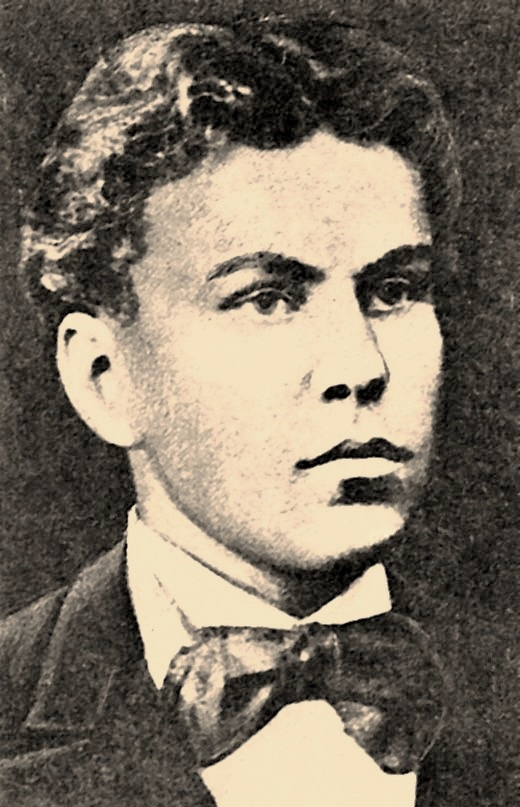
Fanatický atentátník Ignacy Hryniewiecki

Sebevražedný útok či sebevražedný atentát je útok, v jehož důsledku útočník sám zemře. Sebevražedné útoky používala jako součást boje v průběhu lidské historie. Například během druhé světové války japonští piloti naráželi upravenými letadly do amerických vojenských lodí; těmto útokům se říkalo kamikaze. V letech 1994 až 2004 patřily mezi dva hlavní způsoby dopravní prostředek (např. auto) naplněné výbušninami, případně může mít atentátník výbušniny připevněné na vlastním těle. Jelikož je cílem útoku zabít co nejvíce lidí, často jsou prováděny v místech s velkou koncentrací lidí (například autobusy, apod.). Podle Morgensterna a Falka (2009) došlo k výraznému nárůstu sebevražedných útoků od konce 90. let 20. století.
Mezi velké soudobé sebevražedné útoky patří například teroristické útoky na New York a Washington z 11. září 2001. Sebevražedné teroristické útoky rovněž ve velké míře používali palestinští radikální islamisté během druhé intifády proti Izraeli. Povstalecké skupiny využívaly taktiky sebevražedných útoků, často zaměřených proti civilistům, během války v Iráku, Afghánistánu, Pákistánu, na Srí Lance a později také v Sýrii.